# (36296) 2000 HP49
2000 HP49 (asteroide 36296) é um asteroide da cintura principal. Possui uma excentricidade de 0.19500960 e uma inclinação de 1.88338º.
Este asteroide foi descoberto no dia 29 de abril de 2000 por LINEAR em Socorro.